# New York State Senate
New York State Senate – wyższa izba organu ustawodawczego stanu Nowy Jork.
Funkcjonuje na mocy konstytucji Nowego Jorku. Zasiada w niej 63 członków wybieranych na dwuletnią kadencję w poszczególnych okręgach wyborczych. Aby zostać wybranym na członka izby, kandydat musi być obywatelem Stany Zjednoczonych, rezydentem stanu Nowy Jork przez 5 lat, a w niektórych przypadkach mieszkać w okręgu, z którego jest wybierany, przynajmniej przez cały rok poprzedzający wybory. Izba podejmuje decyzje większością głosów.
Przewodniczącym izby jest zastępca gubernatora Nowego Jorku. Przewodniczy posiedzeniom i posiada głos decydujący w przypadku osiągnięcia remisu. Po każdych wyborach izba wybiera spośród swoich członków także tymczasowego przewodniczącego na dwuletnią kadencję. Jego obowiązkiem jest kierowanie i prowadzenie działalności izby, powoływanie komisji senackich, mianowanie pracowników izby oraz wykonywanie lub delegowanie innemu senatorowi obowiązków przewodniczącego w przypadku nieobecności zastępcy gubernatora.